# Teju jagua
Tejú Jagua es el primer hijo de Taú y Keraná y uno de los siete monstruos legendarios en la mitología guaraní. Es considerado señor y protector de las cuevas y las cavernas donde protege las riquezas de los guaraníes en el Cerro Yaguarón.

## Etimología
Teju Jagua se traduce literalmente como "Lagarto Perro" del guaraní,  y está relacionado con las características físicas de los mismos; siendo más grande y tenebroso. Es un lagarto con cabeza de perro el cual no puede utilizar su fuerza y se alimenta solo de frutas.

## Mitología
Debido a la maldición lanzada por Arasy, diosa de la Luna, contra Taú, el espiritu del mal, por haber raptado a Keraná, hija de Marangatu, su descendencia será por siempre deforme y monstruosa.
Así, el primer hijo de la pareja es un enorme lagarto con siete cabezas de perro cuyos ojos lanzan llamaradas. Sus siete cabezas de perro dificultaban cualquier tipo de movimiento. En algunas versiones, Tejú Jagua solo tiene una enorme cabeza de perro. Pero en todas las variantes coinciden en su escasa capacidad de moverse.
Su aspecto era el más horroroso de los siete hermanos. Sin embargo su ferocidad fue aniquilada por deseo de Tupã. Era dócil e inofensivo. Aun así era temido por su mirada fulgurante. 
Se nutría de frutas y su hermano Jasy Jatere le proporcionaba miel de abeja, alimento de su predilección. Fue considerado como el señor de las cavernas y protector de las frutas. Se lo menciona también como genio protector de las riquezas yacentes en el suelo. Su piel adquirió brillo revolcándose en el oro y las piedras preciosas de Itapé.